# Ministère du Travail, de l'Emploi et de la Sécurité sociale
Le ministère du Travail, de l’Emploi et de la Sécurité sociale est un ministère algérien chargé du Travail, de l’Emploi et de la Sécurité sociale algérienne.

## Liste des ministres du Travail, de l’Emploi et de la Sécurité sociale
| Ministre                   | Inititulé                                                                        | Mandat                                | Gouvernement |
| -------------------------- | -------------------------------------------------------------------------------- | ------------------------------------- | --- |
| Bachir Boumaza             | Ministre du Travail et des Affaires Sociales                                     | 27 septembre 1962 - 18 septembre 1963 | Ben Bella I |
| Safi Boudissa              | Ministre du Travail                                                              | 2 décembre 1964 - 19 juin 1965        | Ben Bella III |
| Tedjini Haddam             | Ministre de la Santé publique, des Anciens Moudjahidine et des Affaires sociales | 20 juin 1965 - 10 juillet 1965        | Boumédiène I |
| Abdelaziz Zerdani          | Ministre du travail et des affaires sociales                                     | 10 juillet 1965 - 21 juillet 1970     | Boumédiène II |
| Mohamed Saïd Mazouzi       | Ministre du travail et des affaires sociales                                     | 21 juillet 1970 - 23 avril 1970       | Boumédiène III |
| Mohamed Amir               | Ministre du travail et de la formation professionnelle                           | 23 avril 1970 - 8 mars 1979           | Boumédiène IV |
| Mouloud Oumeziane          | Ministre du travail et de la formation professionnelle                           | 8 mars 1979 - 12 janvier 1982         | Abdelghani I Abdelghani II |
| Mouloud Oumeziane          | Ministre du Travail                                                              | 12 janvier 1982 - 22 janvier 1984     | Abdelghani III |
| Mohamed Nabi               | Ministre de la Formation professionnelle et du Travail                           | 22 janvier 1984 - 18 février 1986     | Brahimi I |
| Aboubakr Belkaïd           | Ministre de la Formation professionnelle et du Travail                           | 18 février 1986 - 9 novembre 1988     | Brahimi II |
| Mohamed Nabi               | Ministre du Travail, de l'Emploi et des Affaires sociales                        | 9 novembre 1988 - 9 septembre 1989    | Merbah |
| Mohamed Ghrib              | Ministre des affaires sociales                                                   | 9 septembre 1989 - 18 juin 1991       | Hamrouche |
| Mohamed Salah Mentouri     | Ministre du travail et des affaires sociales                                     | 18 juin 1991 - 22 février 1992        | Ghozali I |
| Zahia Mentouri             | Ministre de la santé et des affaires sociales                                    | 22 février 1992 - 19 juillet 1992     | Ghozali II |
| Mâamar Benguerba           | Ministre du travail et des affaires sociales                                     | 12 juillet 1992 - 3 février 1993      | Abdesslam |
| Tahar Hamdi                | Ministre du travail et des affaires sociales                                     | 3 février 1993 - 21 août 1993         | Abdesslam |
| Lounès Bourenane           | Ministre du travail et de la protection sociale                                  | 21 août 1993 - 16 avril 1994          | Malek |
| Mohamed Laïchoubi          | Ministre du travail et de la protection sociale                                  | 16 avril 1994 - 5 janvier 1996        | Sifi I Sifi II |
| Hacène Laskri              | Ministre du travail, de la protection sociale et de la formation professionnelle | 5 janvier 1996 - 23 décembre 1999     | Ouyahia I Ouyahia II Hamdani                                                                                                  |
| Bouguerra Soltani          | Ministre du travail, de la protection sociale                                    | 23 décembre 1999 - 31 mai 2001        | Benbitour Benflis I |
| Mohamed Larbi Abdelmoumene | Ministre du travail, de la sécurité sociale                                      | 31 mai 2001 - 17 juin 2002            | Benflis II |
| Tayeb Louh                 | Ministre du travail de l'emploi et de la sécurité sociale                        | 17 juin 2002 - 11 septembre 2013      | Benflis III Ouyahia III Ouyahia IV Ouyahia V Belkhadem I Belkhadem II Ouyahia VI Ouyahia VII Ouyahia VIII Ouyahia IX Sellal I |
| Mohamed Benmeradi          | Ministre du travail, de l'emploi et de la sécurité sociale                       | 11 septembre 2013 - 5 mai 2014        | Sellal II |
| Mohamed El Ghazi           | Ministre du travail, de l'emploi et de la sécurité sociale                       | 5 mai 2014 - 25 mai 2017              | Sellal III Sellal IV |
| Mourad Zemali              | Ministre du travail, de l'emploi et de la sécurité sociale                       | 25 mai 2017 - 1er avril 2019          | Tebboune Ouyahia X |
| Hassan Tidjani Heddam      | Ministre du travail, de l'emploi et de la sécurité sociale                       | 1er avril 2019 - 4 janvier 2020       | Bedoui |
| Ahmed Chawki Fouad Acheuk  | Ministre du travail, de l'emploi et de la sécurité sociale                       | 4 janvier 2020 - 29 juillet 2020      | Djerad I Djerad II |
| Kaouthar Krikou (Intérim)  | Ministre du travail, de l'emploi et de la sécurité sociale                       | 29 juillet 2020 - 30 septembre 2020   | Djerad II |
| El Hachemi Djaâboub        | Ministre du travail, de l'emploi et de la sécurité sociale                       | 30 septembre 2020 - 7 juillet 2021    | Djerad II Djerad III |
| Abderrahmane Lahfaya       | Ministre du travail, de l'emploi et de la sécurité sociale                       | 8 juillet 2021 - 11 novembre 2021     | Benabderrahmane |
| Youcef Cherfa              | Ministre du travail, de l'emploi et de la sécurité sociale                       | 11 novembre 2021                      | Benabderrahmane |